# ウィルブラハム・エジャートン (初代エジャートン伯爵)

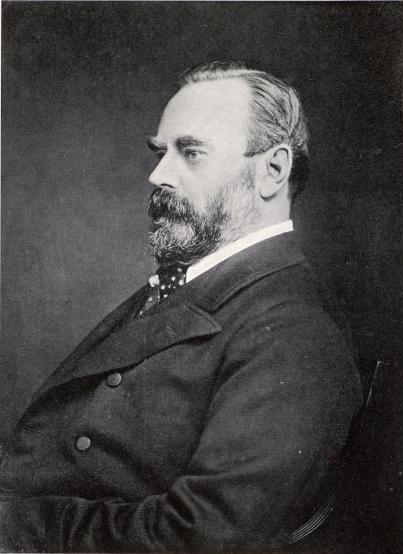
フランツ・バウム（Franz Baum）による肖像写真、1907年。

初代エジャートン伯爵ウィルブラハム・エジャートン（Wilbraham Egerton, 1st Earl Egerton、1832年1月17日 – 1909年3月16日）は、イギリスの貴族。保守党の政治家。エジャートン家出身であり、政治家としては庶民院議員を、実業家としてはマンチェスター・シップ運河社長を務めた。

## 生涯
初代エジャートン男爵ウィリアム・タットン・エジャートンと妻シャーロット・エリザベス（1811年4月22日 – 1878年9月11日、第2代イーリー侯爵ジョン・ロフタスの娘）の息子として、1832年1月17日に生まれ、チェシャーのロスサーンで洗礼を受けた。1845年から1850年までイートン・カレッジで教育を受けた後、1850年5月23日にオックスフォード大学クライスト・チャーチに入学、1854年にB.A.、1862年にM.A.の学位を修得した。

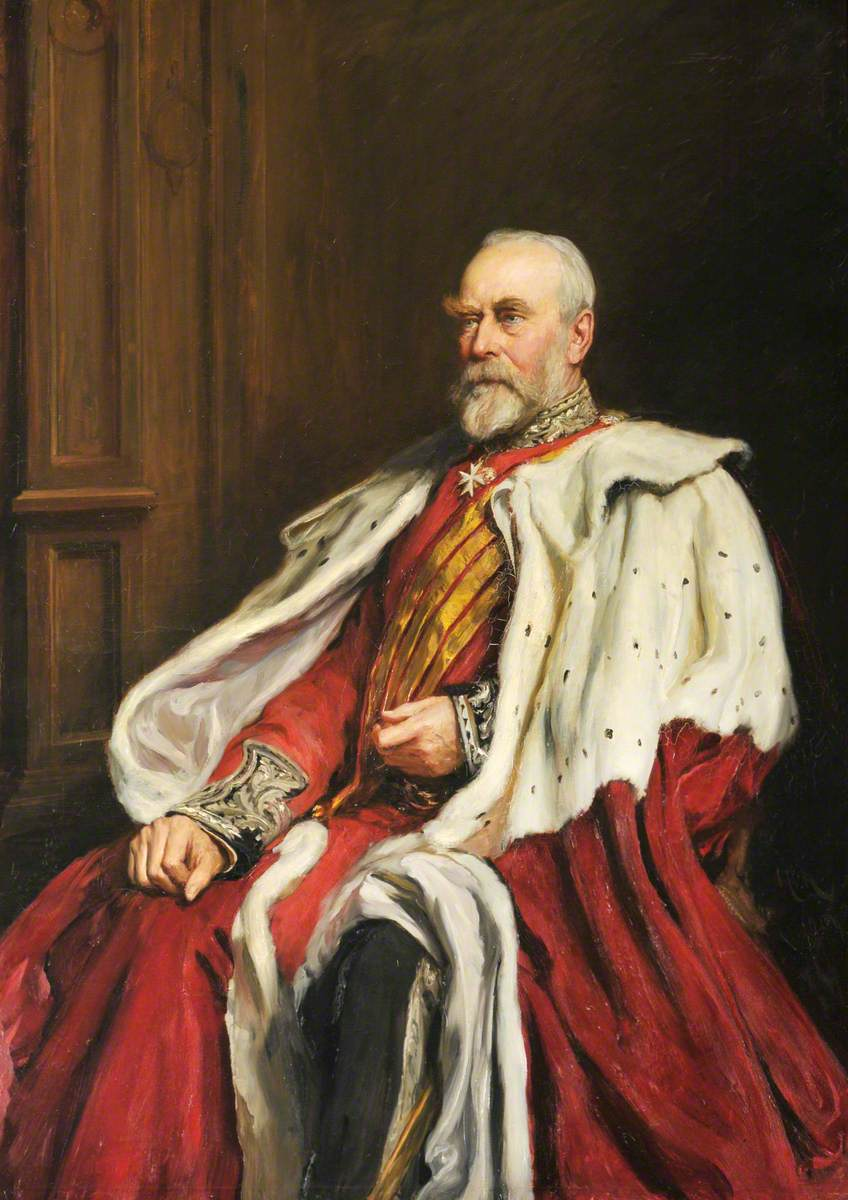
フーベルト・フォン・ヘルコマーによる肖像画、1901年。

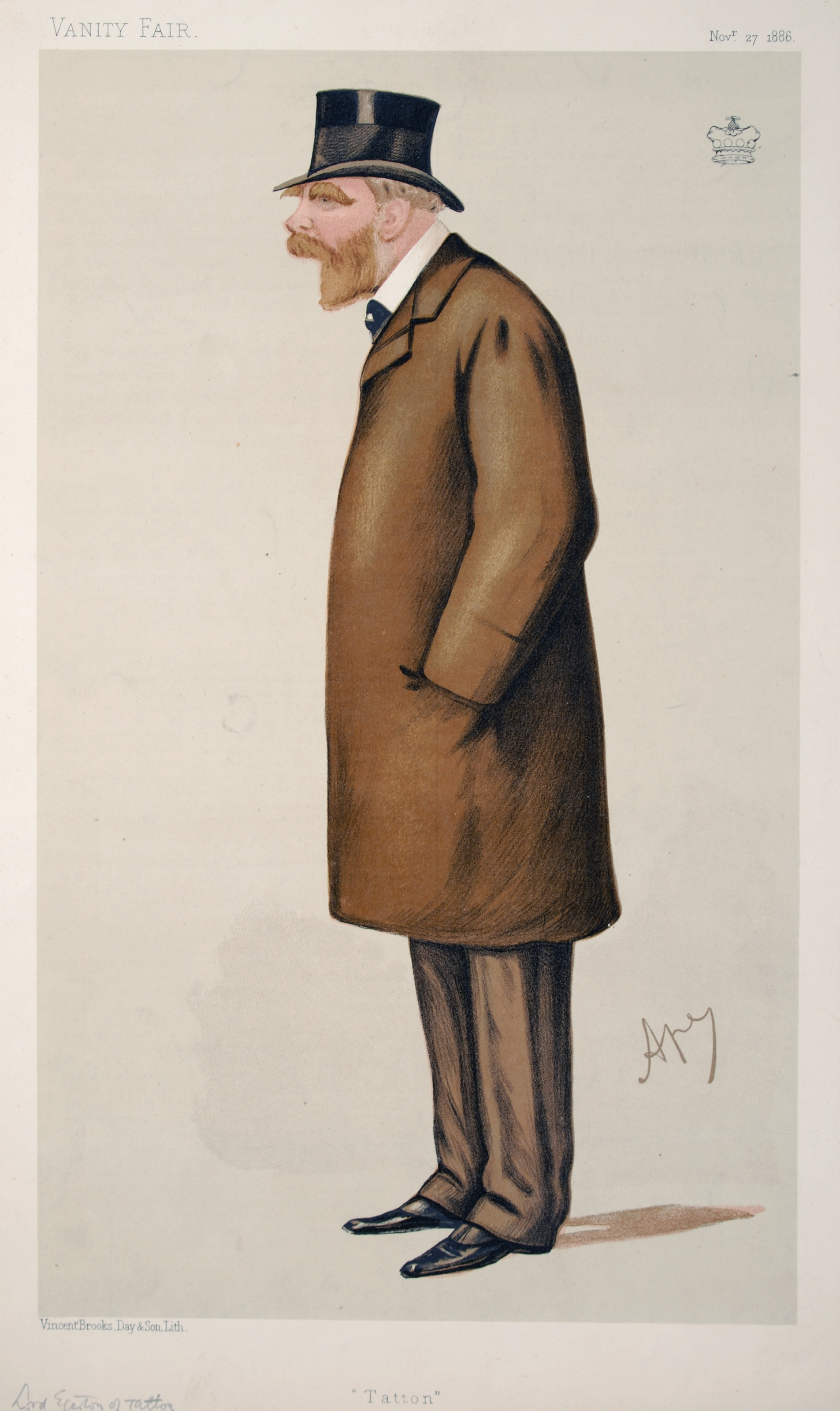
『バニティ・フェア』1886年11月27日号におけるカリカチュア、カルロ・ペレグリーニ画。

1851年5月1日、チェシャー・ヨーマンリー連隊の中尉に任命された。1863年5月5日に大尉に昇進、1881年7月1日に少佐の名誉階級を与えられた。1887年5月4日にヨーマンリー連隊から辞任した。1882年3月29日、チェシャーの副統監に任命された。1900年3月19日にチェシャー統監に任命され、1905年まで務めた。1883年時点でチェシャーに8,876エーカー、ランカシャーに1,870エーカー、ダービーシャーに424エーカー、ダラム州に389エーカーの領地を所有し、合計で年収32,490ポンドに相当した。
1858年8月、父の議員辞任に伴いノース・チェシャー選挙区で補欠選挙が行われると、エジャートンは保守党候補として出馬、無投票で当選した。1859年、1865年の総選挙でも無投票で再選した。第2回選挙法改正でノース・チェシャー選挙区が分割されると、1868年イギリス総選挙でミッド・チェシャー選挙区から出馬、3,063票（得票数1位）で当選した。1874年イギリス総選挙では無投票、1880年イギリス総選挙では3,868票（得票数1位）で再選した。
1883年2月21日に父が死去すると、エジャートン男爵位を継承した。1887年にイングランド王立農業協会会長、1887年から1894年までマンチェスター・シップ運河社長を務めた。
フリーメイソンの1人であり、1886年から1900年までチェシャー州フリーメイソンのグランドマスターを務めた。
農業と馬の飼育に興味を持ったほか、敬虔に教会に通う人物だった。
1897年7月22日、連合王国貴族であるランカスター州におけるサルフォード子爵、チェスター州タットンにおけるエジャートン伯爵に叙された。
1909年3月16日にイタリア王国ボルディゲーラで死去、25日にロスサーンで埋葬された。エジャートン伯爵位は廃絶、エジャートン男爵位は弟アランが継承した。

## 家族
1857年10月15日、メアリー・サラ・アマースト（Mary Sarah Amherst、1837年5月8日 – 1892年12月17日、第2代アマースト伯爵ウィリアム・アマーストの娘）と結婚、1女をもうけた。
- ガートルード・ルシア（1861年1月9日 – 1943年6月7日） - 1881年1月4日、第8代アルベマール伯爵アーノルド・ケッペル（英語版）と結婚、子供あり[13][14]

1894年8月8日、アリス・アン・テンプル＝ニュージェント＝ブリッジス＝シャンドス＝グレンヴィル（Alice Anne Temple-Nugent-Brydges-Chandos-Grenville、1847年9月29日 – 1931年9月15日、第3代準男爵サー・グラハム・グラハム＝モンゴメリーの娘、第3代バッキンガム＝シャンドス公爵リチャード・テンプル＝ニュージェント＝ブリッジス＝シャンドス＝グレンヴィルの未亡人）と再婚した。アリス・アンは再婚後も「バッキンガム公爵夫人」の称号を使用し、2人の間に子供はいなかった。